# Thomas de Furnivall, 1. Baron Furnivall
Thomas de Furnivall, 1. Baron Furnivall (* 2. Hälfte des 13. Jahrhunderts; † 1332) war ein englischer Adliger.

## Leben
Die Familie Furnivall stammte ursprünglich aus der Ortschaft Fourneville in der Normandie. Nachdem einer ihrer Vorfahren Gerard de Furnivall König Richard Löwenherz auf dessen Kreuzzug ins Heilige Land begleitet hatte, siedelten sie sich in England an. Gerald heiratete Maud, eine Tochter Williams de Lovetot aus Sheffield und die Familie erwarb Ländereien in Nottinghamshire und Yorkshire.
Er wurde in der 2. Hälfte des 13. Jahrhunderts geboren und war der älteste Sohn und Erbe des Sir Thomas de Furnivall, des Herren von Worksop und Grassthorpe in Nottinghamshire und von Sheffield in Yorkshire. Diesem Sir Thomas de Furnivall hatte König Heinrich III. von England erlaubt, in Sheffield ein steinernes Schloss zu errichten.
Nach dem Tod seines Vaters am 12. Mai 1291 erbte Thomas de Furnivall dessen Güter, nachdem er am 2. Juni 1291 dem König gehuldigt und dieser ihm den Besitz der väterlichen Ländereien bestätigt hatte. Thomas wurde dann von Mai 1297 bis April 1327 regelmäßig zum Kriegsdienst einberufen. So nahm er auch am 22. Juli 1298 an der Schlacht von Falkirk teil. Schon knapp ein Jahr davor war er am 16. September 1297 von König Eduard I. in den Militärrat berufen worden.
Neben seinen militärischen Diensten war Thomas de Furnivall aber auch ein geschätzter politischer Ratgeber des Königs, der ihn deshalb mit einem Writ of Summons am 24. Juni 1295 in das Parlament berief. Damit wurde er als Baron Furnivall erblicher Peer des Königreiches, denn durch diesen Writ entstand eine erbliche sogenannte Barony by writ. Auch nach dem Tod Eduards I. wurde er von dessen Nachfolgern Eduard II. und Eduard III. regelmäßig zu den Parlamentssitzungen eingeladen und nahm bis zum 27. Januar 1331 an ihnen teil. Am 18. Januar 1308 war er Gast bei der feierlichen Krönung Eduards II.
Er war zweimal verheiratet. In erster Ehe heiratete er Joan le Despenser († 1354), Tochter des Hugh le Despenser, 1. Baron le Despenser. Da er für seine zweite Ehe mit Elisabeth, der Witwe des Sir William de Mountagu keine Erlaubnis des Königs eingeholt hatte, musste er ein Bußgeld von 200 Pfund zahlen. Er starb vor dem 18. April 1332 und wurde von seinem älteren Sohn aus erster Ehe, Thomas de Furnivall, als 2. Baron Furnivall beerbt.